# Грозан Андрій Анатолійович
Андрій Анатолійович Грозан — український військовослужбовець, майор 55 ОАБ Збройних сил України, учасник російсько-української війни. Лицар ордена Богдана Хмельницького III ступеня (2016).

## Життєпис
У 2005 році старший помічник начальника оперативного відділення 80-го окремого аеромобільного полку.
Станом на 2015 рік командир 55-го окремого автомобільного батальйону «Чорний ліс».

## Нагороди
- ордена Богдана Хмельницького III ступеня (21 березня 2016) — за особисту мужність і високий професіоналізм, виявлені у захисті державного суверенітету та територіальної цілісності України, вірність військовій присязі[3].

## Військові звання
- майор (станом на 21.3.2016)[3];
- капітан (станом на 2005)[1].